# Liste der Bischöfe von Ardfert
Die folgenden Personen waren Bischöfe von Ardfert (Irland) (heute Bistum Kerry):
- vor 512 Erc mac Dega, auch Erth von Cornwall, Ercus, Herygh oder Urith genannt

- 1117 Anmchad Ó h-Anmchada
- 1152 Mael Brenain Ua Ronain
- 1166 Gilla Mac Aiblen Ó Anmehadha
- 1193 Domnall Ó Connairche
- 1200 David Ua Duibdithrib
- 1217 ?
- 1218 Johannes I., O.S.B.
- 1218 Gilbertus
- 1237 Brendan
- 1253 Christianus, O.P.
- 1257 Philippus
- 1265 Johannes II.
- 1286 Nicolaus
- 1288 Nicol Ó Samradain, O.Cist.
- 1336 Ailin Ó hEichthighirn
- 1331 Edmund von Caermaerthen, O.P.
- 1348 John de Valle
- 1372 Cornelius Ó Tigernach, O.F.M.
- 1380 William Bull
- 1411 Nicholas FitzMaurice
- 1404 Nicholas Ball
- 1405 Tomas Ó Ceallaigh, O.P.
- 1409 John Attilburgh [Artilburch], O.S.B.
- 1450 Maurice Stack
- 1452 Maurice Ó Conchobhair
- 1461 John Stack
- 1461 John Pigge, O.P.
- 1473 Philip Stack
- 1495 – 1536 John FitzGerald
- 1536 – 1583 James FitzMaurice, O.Cist.
- 1591 –	1600 	Michael FitzWalter
  - um 1601 	Michael Egan (Apostolischer Vikar)
- 1611 –	1650 	Richard O’Connell (Apostolischer Vikar)
  - um 1657 	Moriarty O’Brien
  - um 1700 	Aeneas O’Leyne	(Apostolischer Vikar)
- 1720 – 1739 	Denis Moriarty
- 1739 – 1743 	Eugene O’Sullivan
- 1743 – 1753 	William O’Meara
- 1753 – 1774 	Nicholas Madgett
- 1775 – 1786 	Francis Moylan
- 1787 – 1797 	Gerard Teehan
- 1798 – 1824 	Charles Sughrue
- 1824 – 1856 	Cornelius Egan
- 1856 – 1877 	David Moriarty
- 1878 – 1881 	Daniel McCarthy
- 1881 – 1889 	Andrew Higgins
- 1889 – 1904 	John Coffey
- 1904 – 1917 	John Mangan
- 1917 – 1927 	Charles O’Sullivan
- 1927 – 1952 	Michael O’Brien
- 1952 – 1969 	Denis Moynihan 	(Bistum wurde 1952 in Kerry umbenannt.)
- 1969 – 1976 	Eamon Casey
- 1976 – 1984 	Kevin McNamara
- 1985 – 1994 	Diarmaid Ó Súilleabháin
- 1995 – 2013 	William Murphy
- seit 2013      Raymond Browne